# Нон (Њемачка)
Нон (њем. Nohn) општина је у њемачкој савезној држави Рајна-Палатинат. Једно је од 109 општинских средишта округа Вулканајфел. Према процјени из 2010. у општини је живјело 427 становника. Посједује регионалну шифру (AGS) 7233229.

## Географски и демографски подаци
Нон се налази у савезној држави Рајна-Палатинат у округу Вулканајфел. Општина се налази на надморској висини од 430 метара. Површина општине износи 11,1 km². У самом мјесту је, према процјени из 2010. године, живјело 427 становника. Просјечна густина становништва износи 39 становника/km².